# Moosalbe (Schwarzbach)
Die Moosalbe (so laut amtlicher topographischer Karte) oder Moosalb (so häufig vor Ort) ist ein knapp 26 km langes Fließgewässer in der Westpfalz (Rheinland-Pfalz) und ein rechter Zufluss des Schwarzbachs. Das obere Moosalbtal wird wegen seiner Industriedenkmäler zu Eisenverhüttung und Eisenbearbeitung auch Hammertal genannt, weil dort Hammerwerke standen, die mit dem Moosalbwasser angetrieben wurden. Im weiteren Verlauf ist das obere Tal identisch mit der touristisch genutzten Karlstalschlucht.

## Name
Der Fluss wurde im Jahr 1180 erstmals urkundlich erwähnt (Mosalbe). Der Name hieß im Althochdeutschen vermutlich *Mosala, eine l-Ableitung zu germanisch *musa- für 'Moos, Sumpf'. Die Endung wurde mit der Zeit den -albe-Namen der Umgebung angepasst.

## Geographie

### Verlauf
Die Quelle der Moosalbe, der sogenannte Moosalbspring, liegt im Herzen des Pfälzerwalds 400 m westlich der Pfälzischen Hauptwasserscheide auf 379 m Höhe. Östlich von ihr steht der Weiler Johanniskreuz, der zur Gemeinde Trippstadt gehört und durch den die Bundesstraße 48 von Hochspeyer im Norden zum Queichtal im Süden führt.
Zunächst fließt die Moosalbe nach Nordwesten und Westen durch den Pfälzerwald. In diesem Bereich ist sie zu einigen Woogen aufgestaut, die einst als Wasserspeicher für die Hammerwerke angelegt wurden. Nach 11 km durchbricht sie den Westrand des Pfälzerwalds und knickt fast im rechten Winkel nach Südwesten ab, wobei nun ihre Aue den Pfälzerwald im Osten von der Sickinger Höhe im Westen trennt. Parallel zum Gewässer verlaufen die Bundesstraße 270 (Kaiserslautern–Pirmasens) und die entsprechende Bahnstrecke.
Nach knapp 26 km Lauf mündet die Moosalbe in Waldfischbach-Burgalben auf 248 m Höhe als dreifach stärkeres Gewässer von rechts in den Schwarzbach, der bis hierher auch Burgalb(e) genannt wird.
Der Lauf der Moosalbe endet ungefähr 131 Höhenmeter unterhalb ihrer Quelle, sie hat somit ein mittleres Sohlgefälle von etwa 5,1 ‰.

### Zuflüsse
Der stärkste Zufluss der Moosalbe ist der 14,6 km lange Aschbach, der – wie die Moosalbe aus dem Pfälzerwald kommend – beim aufgelassenen Haltepunkt Karlstal von rechts her einmündet und an dieser Stelle die Moosalbe an Wasserführung um die Hälfte und an Gewässerlänge um 4,5 km übertrifft. Südlich von Schopp fließt – ebenfalls aus dem Pfälzerwald – von links die 6,6 km lange Hirschalb(e) zu, bei Steinalben mündet von rechts der 10,7 km lange Queidersbach, der seinen Ursprung auf der Sickinger Höhe hat.
Nachstehend sind die von der Wasserwirtschaftsverwaltung Rheinland-Pfalz kartierten Zuflüsse von der Quelle abwärts mit Mündungsseite, Länge und Einzugsgebiet aufgelistet.
- Haseldellbach (links), 2,9 km und 2,50 km²
- Meiserbach (links), 2,5 km und 4,43 km²
- Kottelbach (rechts), 4,8 km und 9,64 km²
- Kaltenborn (rechts), 1,5 km und 1,59 km²
- Aschbach (rechts), 14,6 km und 61,74 km²
- Schweinsbach (rechts), 1,9 km und 7,20 km²
- Engtalbach (rechts), 1,7 km und 2,43 km²
- Hirschalbe (links), 6,6 km und 20,66 km²
- Queidersbach (rechts), 10,7 km und 32,51 km²
- Seetalbach (links), 2,6 km und 5,12 km²
- Bach am Hohlbrunnen (rechts), 0,8 km und 0,49 km²
- Weihertalbach (links), 3,2 km und 6,18 km²

## Naturschutzgebiet Karlstalschlucht
Das Karlstal der Moosalb ist ein Naturschutzgebiet bei Trippstadt, das unter der Nummer 335 055 als Karlstalschlucht registriert ist.

Impressionen aus der Karlstalschlucht
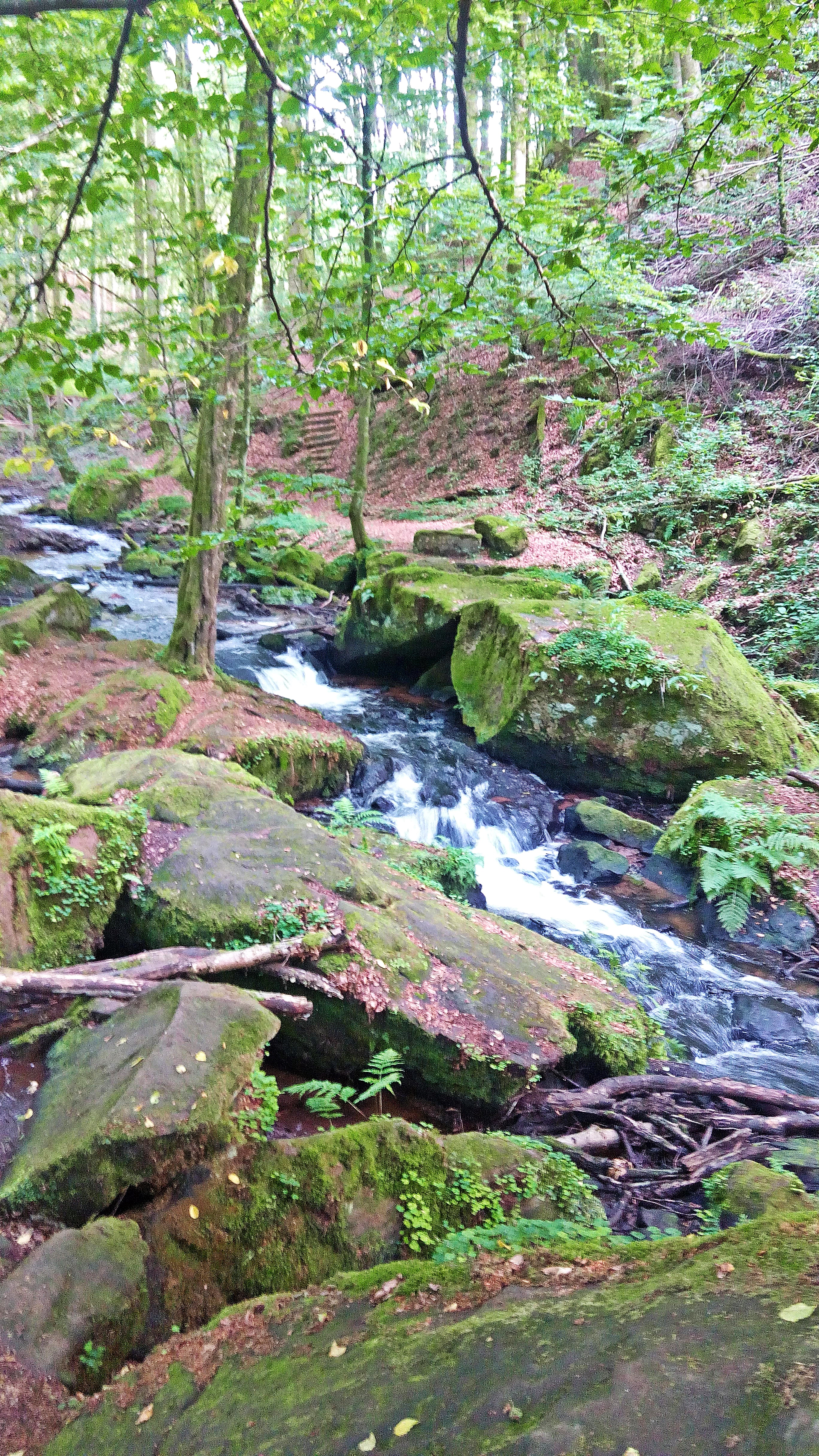
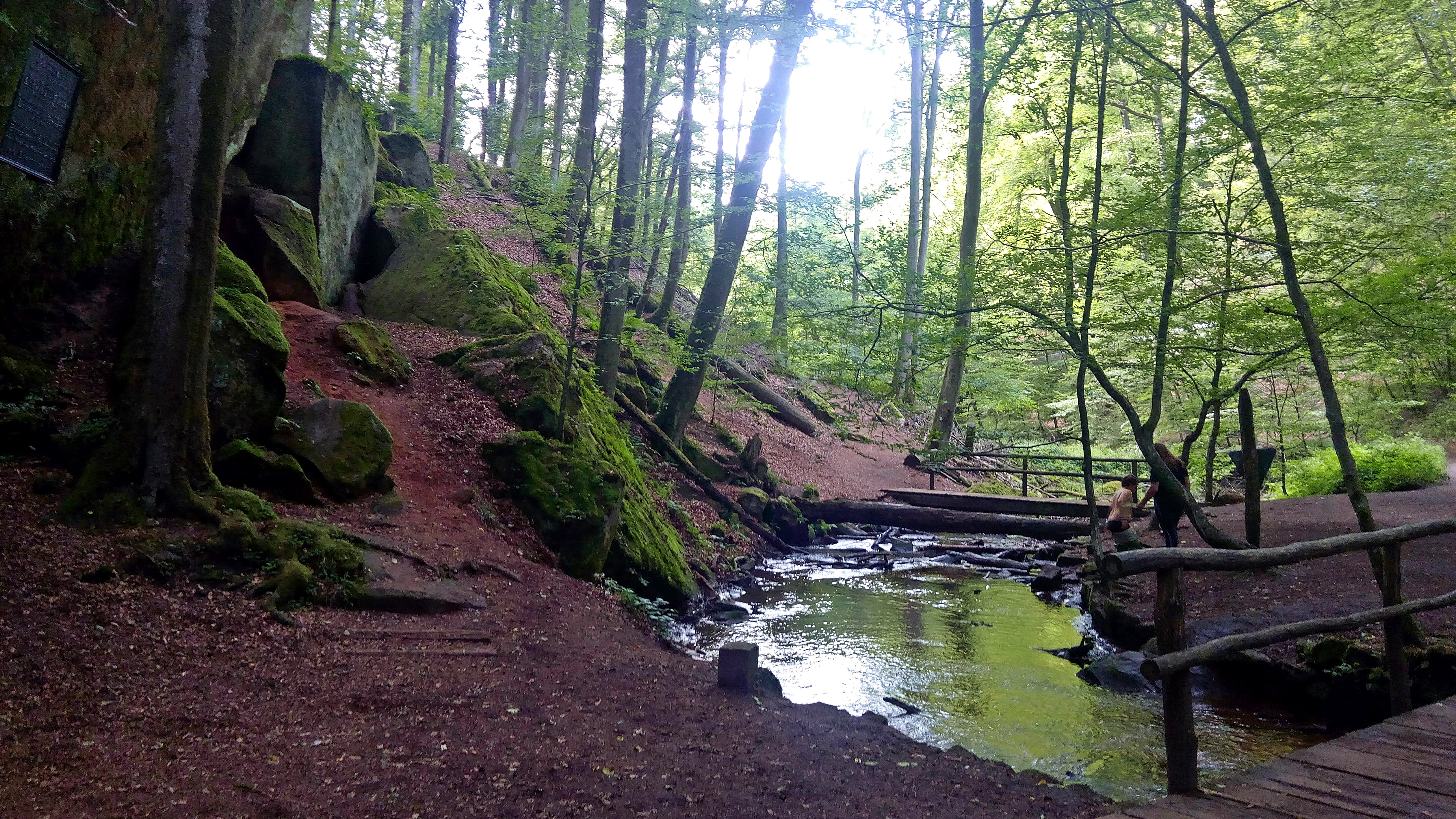
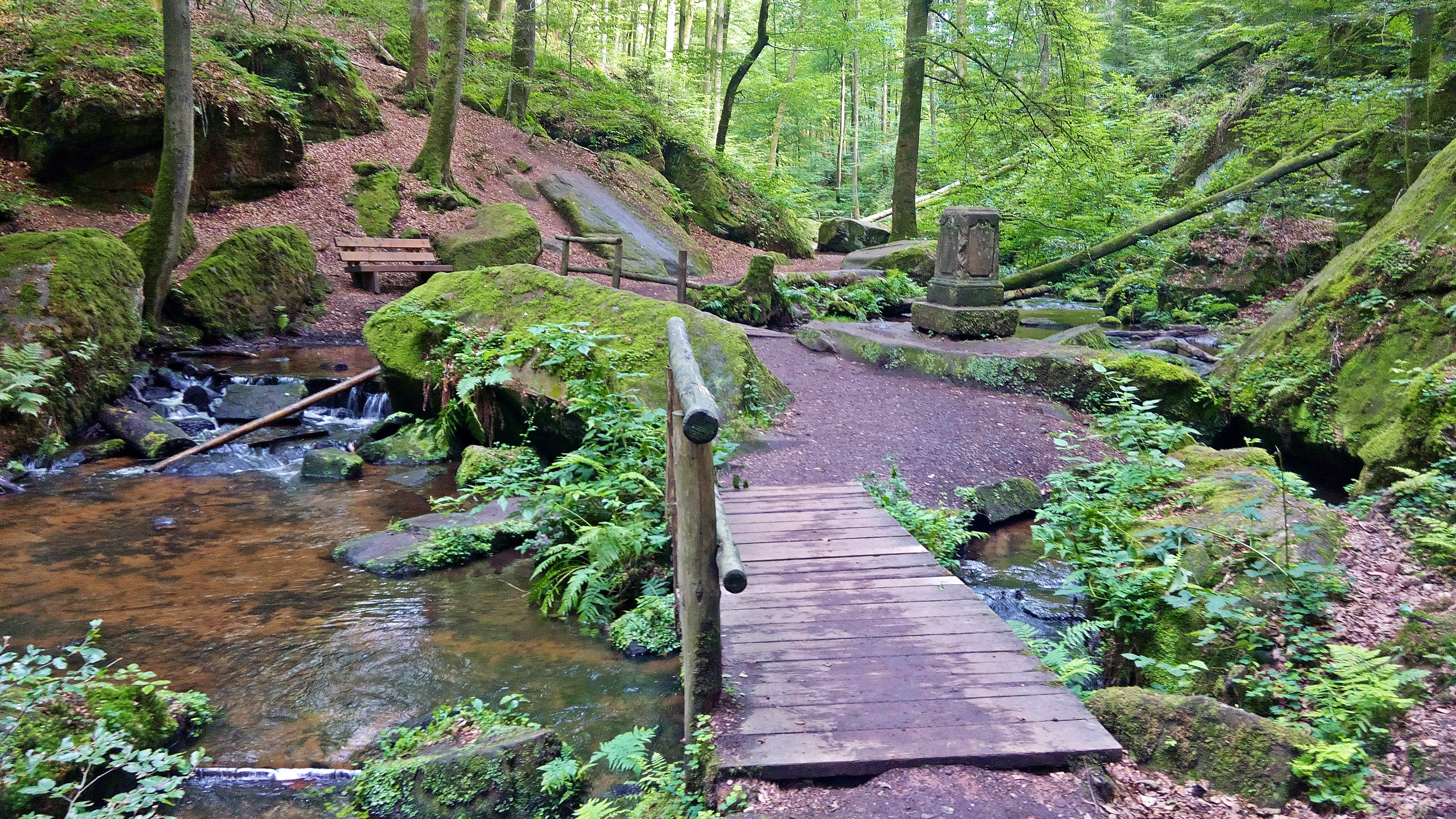

## Sehenswürdigkeiten
Unterhammer – Die Anlage Unterhammer ist als ehemaliges Eisenhammerwerk ein Denkmal aus den Anfängen pfälzischer Industriegeschichte im 18. Jahrhundert.
Klug’sche Mühle – Die historische Klug’sche Mühle an der Moosalbe, nahe beim unteren Ende des Karlstals, wurde bei der Restaurierung zu einem Gastronomiebetrieb umgestaltet. Bevor sie 1842 ins Eigentum der Familie Klug gelangte, deren Nachfahren sie bis heute bewirtschaften, hieß sie Wilensteiner Mühle.
Karlstal – Von der Aschbachmündung moosalbaufwärts gelangt man in das Karlstal, ein weitgehend naturbelassenes felsiges Engtal von etwa 4 km Länge.
Amseldell – Am linken Hang des Karlstals liegt eine ehemals bewohnte Felsenhöhle und weiter oben die Amseldell, eine heute verfallene Freizeitanlage aus dem 19. Jahrhundert, die ursprünglich mit einem Irrgarten, einer Kegelbahn, einem Schießstand sowie einem Pavillon ausgestattet war.
Burg Wilenstein – Rechts oberhalb des Karlstals liegt auf einem Felssporn in 350 m Höhe die teilrestaurierte Burg Wilenstein, die in der Mitte des 12. Jahrhunderts erbaut wurde. Das heutige Jugendheim Burg Wilenstein beherbergt als Schullandheim Schulklassen und Jugendgruppen.
Protestantische Kirche Trippstadt – Die barocke Trippstadter Kirche wurde 1744/45 auf dem Fundament der gotischen Vorgängerkirche errichtet.
Trippstadter Schloss – Das Trippstadter Schloss, in barockem Stil aus dem roten Sandstein der Region erbaut, entstand von 1764 bis 1767 nach Plänen und unter der Leitung des Zweibrücker Architekten Sigmund Jacob Haeckher. Der zugehörige Schlosspark war ursprünglich streng geometrisch im Versailler Stil angelegt und wesentlich größer als heute.
Brunnenstollen – Der Trippstadter Brunnenstollen wurde 1767 fertiggestellt. Die Anlage, wie in der Antike im Gegenort-Tunnel-Verfahren errichtet, versorgte bis 1965 die Gemeinde mit Trinkwasser. Der Brunnenstollen gilt als in Europa einmaliges Baudenkmal.
Eisenhüttenmuseum – Das Eisenhüttenmuseum Trippstadt dokumentiert die Eisenverhüttung, deren Blütezeit die Gemeinde um die Mitte des 19. Jahrhunderts erlebte.
Skulpturenweg – Der Skulpturenweg Rheinland-Pfalz verläuft mit seinen Abschnitten Trippstadt–Stelzenberg und Karlstal in der Gegend der oberen Moosalbe.

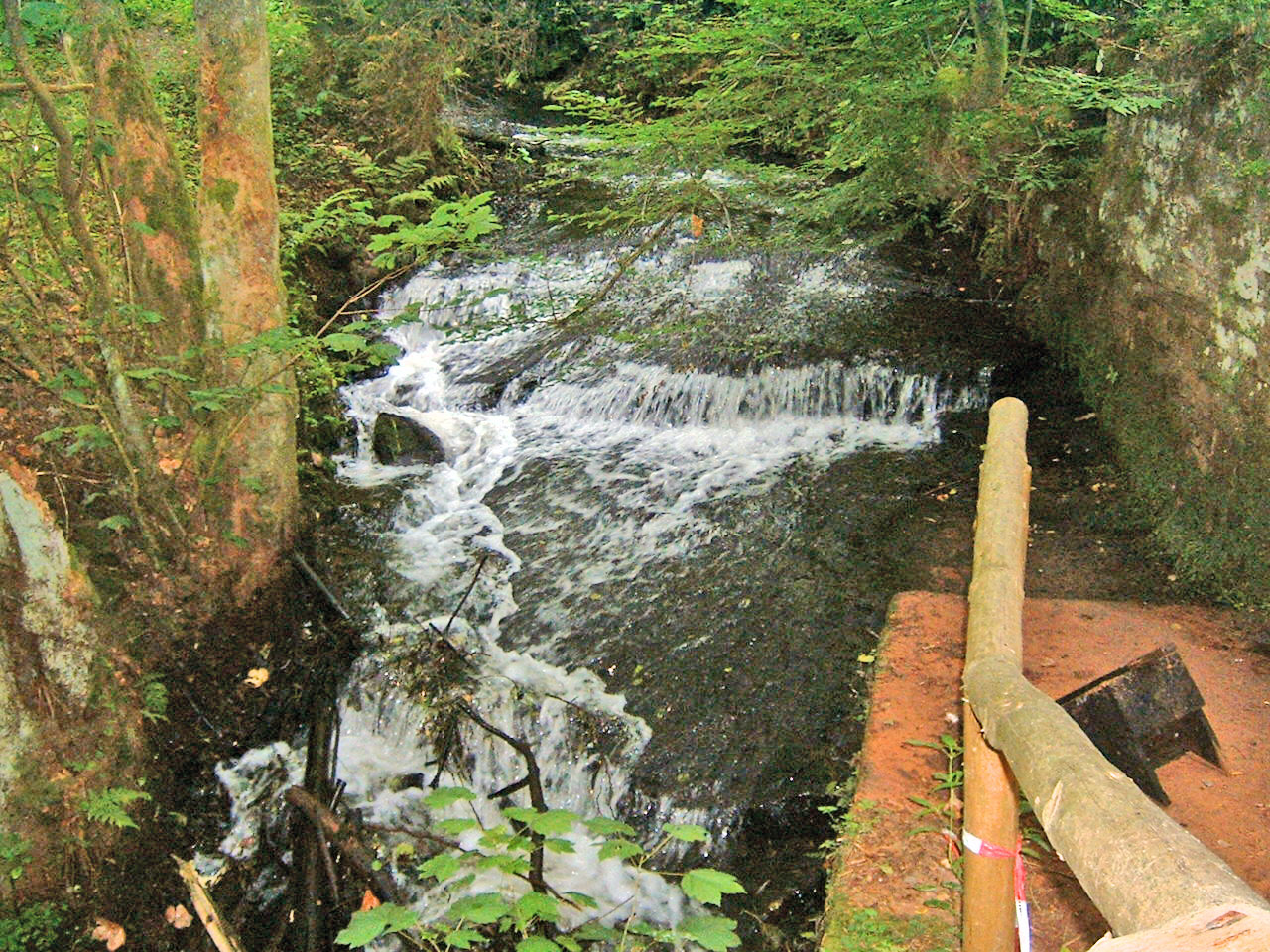
Moosalbe im Karlstal
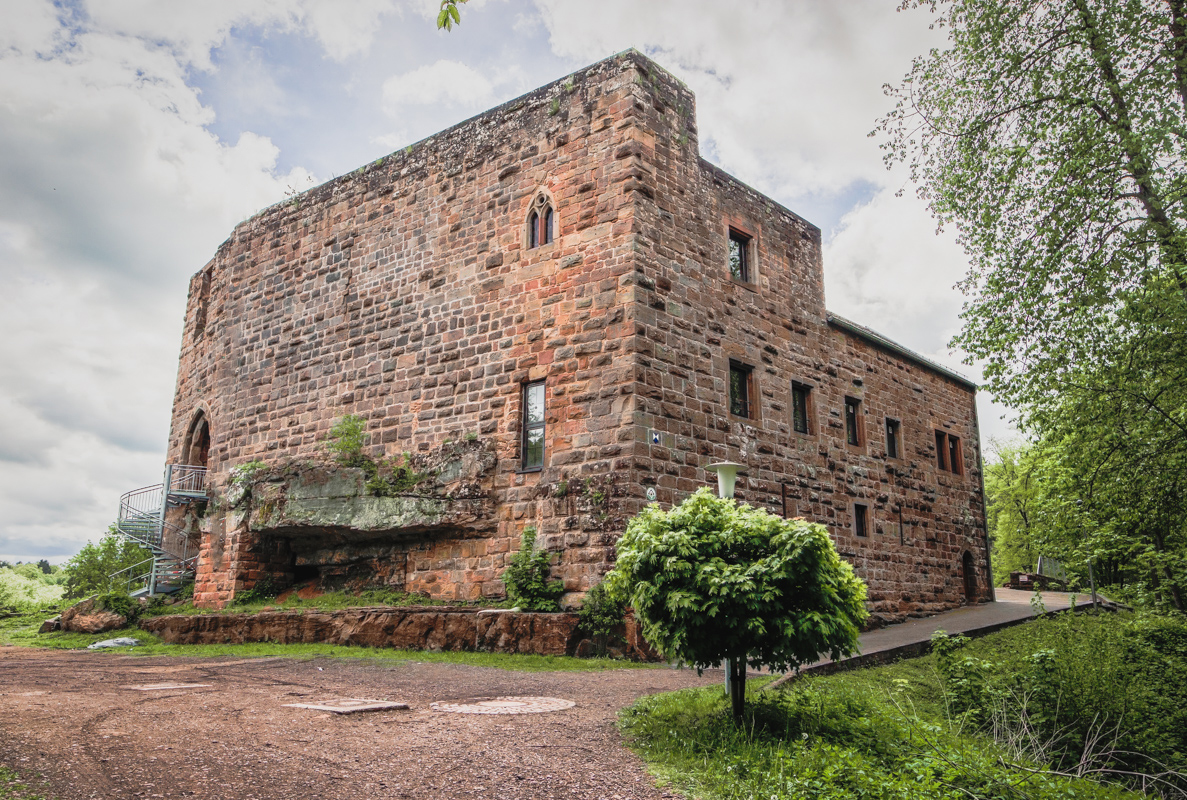
Burg Wilenstein
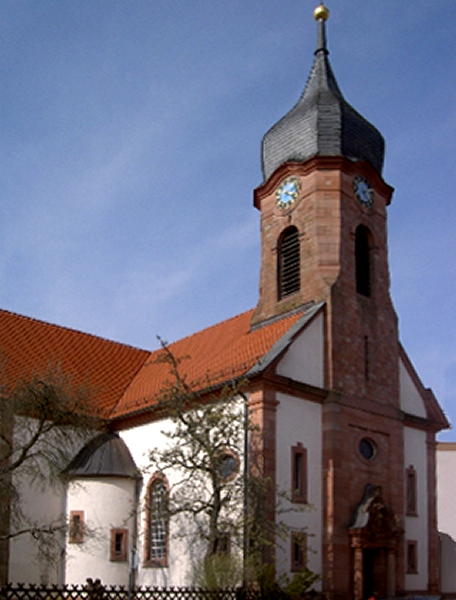
Barockkirche Trippstadt
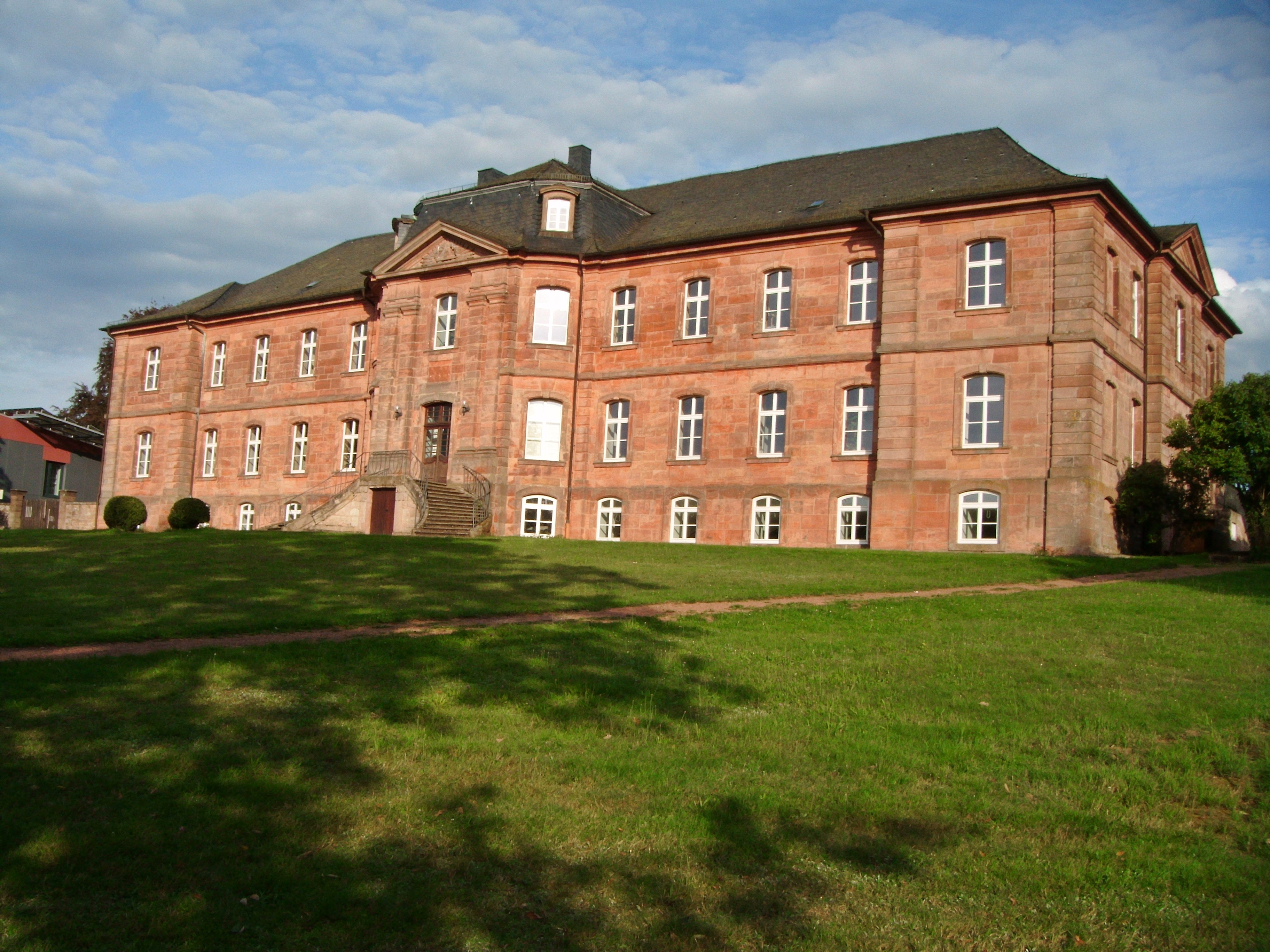
Trippstadter Schloss
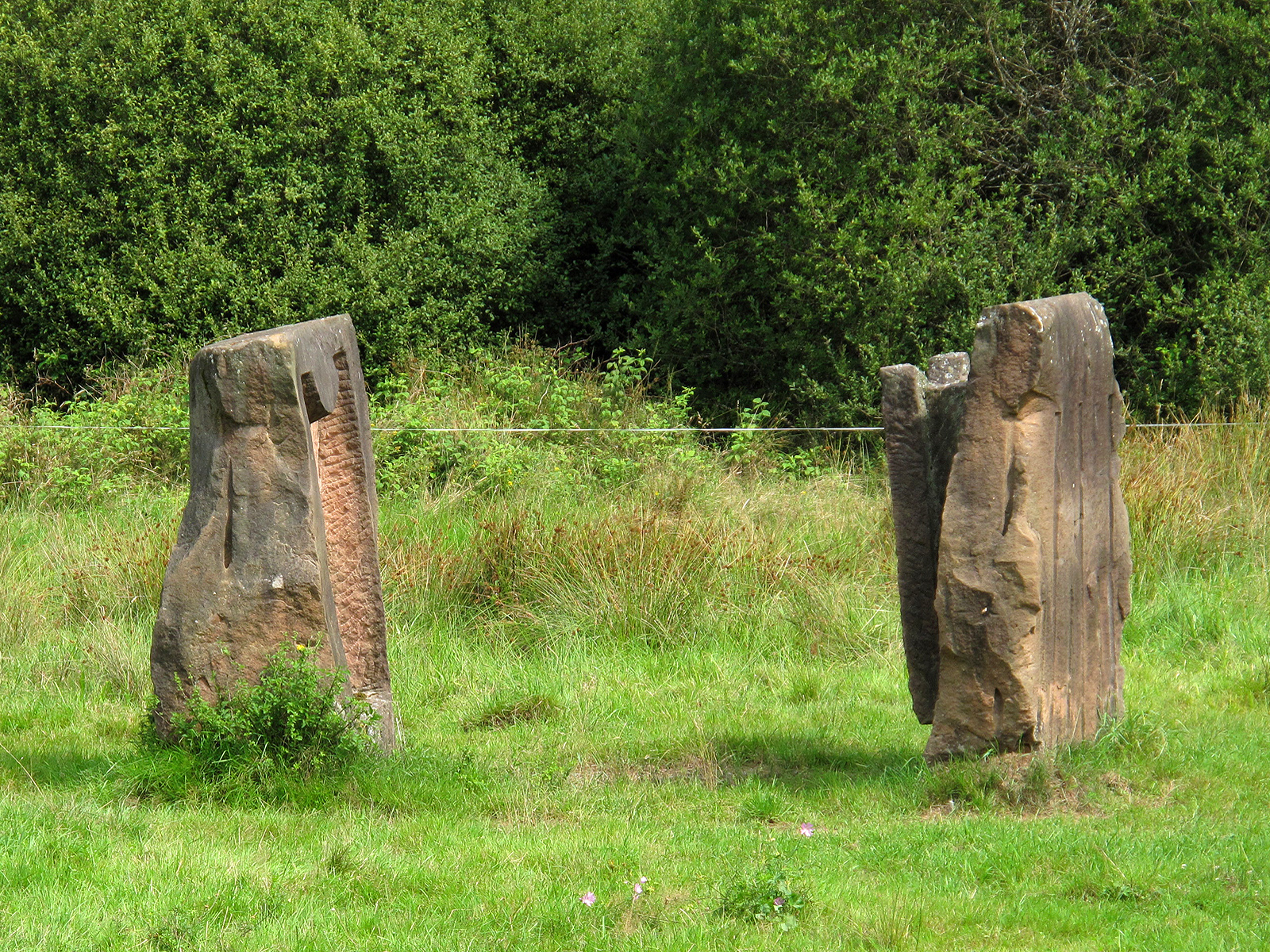
Skulpturenweg Karlstal